# Ida Pollock
Ida Pollock, de soltera Ida Crowe (Lewisham, Kent, 12 de abril de 1908 − Lanreath, Cornualles, 3 de diciembre de 2013), fue una escritora británica de más de 125 novelas románticas, además de su nombre real ha utilizado diez seudónimos: Joan M. Allen, Susan Barrie, Pamela Kent, Averil Ives, Anita Charles, Barbara Rowan, Jane Beaufort, Rose Burghley, Mary Whistler y Marguerite Bell. Publicada desde los 14 años, vendió millones de copias de sus novelas durante más de 90 años de carrera, y fue reconocida como la novelista más anciana del mundo en activo. Con motivo de su 105 cumpleaños, fue nombrada vicepresidenta honoraria de la Romantic Novelists' Association, de la que fue miembro fundadora en 1960. Además de escritora fue una pintora al óleo, incluida en una exhibición nacional a los 94 años.
A los 100 años, publicó su autobiografía Starlight, donde además de hablar de su infancia, y su carrera, relató la relación de su marido el teniente coronel Hugh Alexander Pollock (1888–1971), un veterano de las dos guerras mundiales, colaborador de Winston Churchill y editor literario, con la segunda exmujer de este, la popular escritora infantil Enid Blyton. Ida y su marido, tuvieron una hija Rosemary Pollock, también escritora y editora literaria.

## Biografía

### Primeros años
Ida Crowe nació el 12 de abril de 1908 en Lewisham, Kent, Inglaterra, ella fue hija ilegítima. Su madre mantuvo un romance con un supuesto duque ruso, hasta el fallecimiento de sus padres, entonces su madre decidió casarse con Arthur Crowe, un anciano viudo. Un año después de su matrimonio, su madre retomó su relación con su amante, y quedó embarazada. Para cuando Ida nació, la pareja ya vivía separada. La enfermera que atendió en el parto a su madre, intentó asfixiarla. Su madre tuvo dificultades para criarla sola, y un tío rico intentó adoptarla.
Su madre la animó a escribir desde pequeña, y logró ser publicada a los 14 años. Con varias historias cortas publicadas, a los 20 años se dirigió a la oficina de la editorial George Newnes para venderles su primer manuscrito largo, que tres meses después descubrió que ellos habían extraviado. Tras encontrarlo, se reunió con uno de los editores Hugh Alexander Pollock (1888–1971), un distinguido veterano de la Primera Guerra Mundial, de 39 años. Él estaba divorciado de su primera mujer Marion Atkinson, con quien había tenido dos hijos, William Cecil Alexander (1914–16) y Edward Alistair (1915–69), y estaba casado en segundas nupcias desde 1924, con la popular escritora infantil Enid Blyton. La editorial George Newnes, compró su manuscrito, y le encargó dos más, iniciando a así Ida su carrera como escritora a tiempo completo.

### Segunda Guerra Mundial y familia
Con el inicio de la Segunda Guerra Mundial, Ida comenzó a trabajar en un hostal femenino en Londres, dónde se reecontró con Hugh, quien se había reincorporado al ejército como comandante de la escuela de la Guardia Nacional, y que le ofreció un puesto como secretaria civil en el centro de entrenamiento. Hugh y su segunda esposa habían tendido dos hijas Gillian Mary (1931–2007) y Imogen Mary (n. 1935), pero el matrimonio atravesaba graves dificultades, y Enid, había comenzado a tener aventuras. Durante una sesión de entrenamiento Hugh fue herido, pero su mujer no quiso visitarlo en el hospital, alegando que estaba ocupada y que no le gustaban los hospitales. En 1941, Enid conoció a Kenneth Fraser Darrell Waters, un cirujano de Londres, y el matrimonio se distanció completamente.
En mayo de 1942, una bomba cayo sobre la casa de Ida y su madre en Hastings, ella salió indemne, pero su madre estuvo hospitalizada durante dos semanas. Hugh la acompañó al hotel Claridge's, y le dijo que iba a divorciarse de su esposa para que ambos estuvieran juntos. Para acelerar el divorcio, Hugh acordó con su esposa declararse culpable de adulterio para no dañar la imagen pública de su esposa.
El 26 de octubre de 1943, Ida y Hugh se casaron en Londres, solo seis días después de que su Enid lo hiciera. Enid, que obtuvo la custodia exclusiva de sus hijas, les cambió el apellido por Darrell Waters, y no permitió a Hugh volver a verlas. En 1944, Ida y Hugh tuvieron una hija Rosemary Pollock, también escritora y editora literaria.

### Novelista romántica
Tras la Segunda Guerra Mundial, la antigua editorial de Hugh, que representaba a su exmujer, no quiso volver a contratarle para no perderla como autora. Deprimido y arruinado, Hugh se declaró en quiebra en 1950, mientras luchaba con su problemas de alcoholismo.
Ida decidió ponerse a escribir populares novelas románticas, con el fin de ser publicada en varias editoriales a la vez, utilizando varios seudónimos. Gracias a los ingresos que obtuvo, el matrimonio pudo viajar y residir por diversos países europeos, como Irlanda, Francia, Italia, Malta y Suiza, dónde obtuvieron una cura exitosa para el debilitante asma padecido por su hija. El 8 de noviembre de 1971, Hugh falleció en Malta, y Ida y su hija regresaron a Inglaterra, donde Ida relajó el ritmo de escritura.

### Últimos años
Tras residir en Wiltshire durante años, Ida y su hija se trasladaron a Lanreath en 1986. Además de escribir, fue una pintora al óleo, y también disfrutó modelando casas a escala de estilo Tudor o Georgiano.
A los 105, fue nombrada vicepresidente honoraria de la Romantic Novelists' Association, de la que fue miembro fundadora en 1960. Reconocida como la novelista más anciana del mundo en activo, continuó dictando a su hija novelas románticas hasta su fallecimiento.
Falleció en Lanreath el 3 de diciembre de 2013 a los 105 años.

### Como Ida Crowe

#### Cuentos independientes
- Palanquins and coloured lanterns

#### Novelas independientes
- The Hills of Raven's Haunt,    1922

### Como Joan M. Allen

#### Novelas independientes
- Her Chinese Captor,    1935
- Indian Love,    1935

### Como Susan Barrie

#### Novelas independientes
- Mistress of Brown Furrows,    1952
- Gates of Dawn,    1954
- Marry a Stranger,    1954
- Carpet of dreams,    1955
- Hotel Stardust = Hotel at Treloan,    1955
- Dear Tiberius = Nurse Nolan,    1956
- So Dear to my Heart,    1956
- The House of the Laird,    1956
- Air Ticket,    1957
- Four Roads to Windrush,    1957
- Heart Specialist,    1958
- Stars of San Cecilio,    1958
- The wings of the morning,    1960
- Bride in Waiting,    1961
- Moon at the Full,     1961
- Royal Purple,    1962
- A Case of Heart Trouble,    1963
- Mountain Magic,    1964
- Castle Thunderbird,    1965
- No Just Cause,    1965
- Master of Melincourt,    1966
- Rose in the Bud,    1966
- The Quiet Heart,    1966
- Accidental Bride,    1967
- Victoria and the Nightingale,    1967
- Wild Sonata,    1968
- The Marriage Wheel,    1968/12
- Night of the Singing Birds,    1970/04

### Como Pamela Kent

#### Novelas independientes
- Moon over Africa,    1955
- Desert Doorway,    1956
- City of Palms,    1957
- Sweet Barbary,    1957
- Meet Me in Istanbul,    1958
- Dawn on the High Mountain,    1959
- Flight to the Stars,    1959
- The Chateau of Fire    1961
- Bladon's Rock = Doctor Gaston,    1963
- The Dawning Splendour,    1963
- Enemy Lover    1964
- Gideon Faber's Chance = Gideon Faber's Choice,    1965
- Star Creek,    1965 (Dudas de amor)
- The Gardenia Tree,    1965
- Cuckoo in the Night,    1966
- White Heat,    1966
- Beloved Enemies,    1967
- The Man Who Came Back,    1967
- Desert Gold,    1968
- Man from the Sea,    1968
- Nile Dusk,    1972/12
- Night of Stars,    1975/12

### Como Averil Ives

#### Novelas independientes
- Haven of the Heart,    1956
- The Secret Heart,    1956
- Doctor's Desire = Desire for the Star,    1957
- The Uncertain Glory = Nurse Linnet's Release,    1957
- Island in the Dawn,    1958
- Love in Sunlight = Nurse for the Doctor,    1958
- Master of Hearts,    1959

### Como Anita Charles

#### Novelas independientes
- The Black Benedicts,    1956
- My Heart at Your Feet,    1957
- One Coin in the Fountain,     1957
- Interlude for Love,    1958
- The Moon and Bride's Hill,    1958
- Autumn Wedding,     1962
- The King of the Castle,    1963
- White Rose of Love,     1963

### Como Barbara Rowan

#### Novelas independientes
- Silver Fire = In Care of the Doctor,    1956
- Flower for a Bride,    1957
- Love is Forever,    1957
- Mountain of Dreams,    1958
- The Keys of the Castle,    1959
- House of Sand,    1986/08

### Como Jane Beaufort

#### Novelas independientes
- A Nightingale In The Sycamore,    1957
- Dangerous Lover = Dangerous Love,    1959
- Love in High Places,    1960
- A Quest for Lovers,    1963
- Interlude in Snow,    1964

### Como Rose Burghley

#### Novelas independientes
(* Novelas reeditadas como Susan Barrie)
- And Be Thy Love,    1958
- Love in the Afternoon,    1959
- The Sweet Surrender,    1959
- Bride by Arrangement,    1960
- A Moment in Paris,     1961
- Highland Mist,    1962
- The Garden of Don Jose*,    1965/06
- Man of Destiny,    1965/10
- A Quality of Magic,    1966
- The Afterglow = Alpine Doctor,    1966
- Bride of Alaine,    1966/10
- Folly of the Heart,     1967/04
- The Bay Of Moonlight,    1968/01
- Return to Tremarth*,    1969/08

### Como Mary Whistler

#### Novelas independientes
- Enchanted Autumn,    1959
- Escape to Happiness,    1960
- Sunshine Yellow,    1961
- Pathway of Roses,    1962
- The Young Nightingales,    1967

### Como Ida Pollock

#### Novelas independientes
- The Gentle Masquerade,    1964
- The Uneasy Alliance,    1965
- Lady in danger,    1967
- Summer Conspiracy    1969/02
- Country Air,     1970/08

#### Autobiografía
- Starlight,     2009

### Como Marguerite Bell

#### Novelas independientes
- A Rose for Danger,    1977/05
- The Devil's Daughter    1978/07
- Bride by Auction,    1989/11
- Sea Change    2002/07
- A Distant Drum,    2005/01